# Sự kiện năm 1956 ở Hungary
Sự kiện năm 1956 ở Hungary, còn gọi là Cuộc khủng hoảng ở Hungary, Cuộc bạo loạn vũ trang tại Hungary, Cách mạng Hungary năm 1956 (Tiếng Hungary: 1956-os forradalom) hoặc Cuộc nổi dậy Hungary năm 1956 là một cuộc bạo động đồng thời trên cả nước kéo dài từ ngày 23 tháng 10 đến 10 tháng 11 năm 1956 chống lại chính phủ theo chủ nghĩa Stalin của Cộng hoà Nhân dân Hungary và các chính sách của chính phủ này.
Cuộc bạo động bắt đầu bởi một cuộc biểu tình của sinh viên thu hút hàng nghìn người tham gia khi nó kéo qua trung tâm Budapest tới toà nhà Nghị viện. Một phái đoàn sinh viên xông vào bên trong đài phát thanh nhằm phát đi những yêu cầu chính trị và đã bị bắt giữ. Khi đám đông bên ngoài yêu cầu phóng thích phái đoàn, họ bị lực lượng Cảnh sát an ninh nhà nước (ÁVH) bắn hơi cay từ trong toà nhà. Tin tức truyền đi nhanh chóng dẫn đến tình trạng bất tuân và bạo lực bùng phát trên khắp thủ đô.
Cuộc nổi dậy nhanh chóng lan ra thành bạo loạn khắp Hungary, và chính phủ đứng trước nguy cơ sụp đổ. Hàng nghìn người tham gia bạo loạn đã tự tổ chức thành các nhóm dân quân có vũ trang. Phe bạo loạn truy lùng và giết hại những người cộng sản Hungary ủng hộ Liên Xô và các thành viên ÁVH, trong khi những cựu tù nhân được họ thả ra và được trang bị vũ khí để chiến đấu với Cảnh sát an ninh nhà nước (ÁVH) và binh lính Liên Xô. Những hội đồng lâm thời giành lấy quyền kiểm soát từ Đảng Công nhân Xã hội Chủ nghĩa Hungary cầm quyền và yêu cầu thay đổi chính trị. Chính phủ Nagy mới thành lập chính thức giải tán ÁVH, tuyên bố ý định rút lui khỏi Khối hiệp ước Warszawa, và cam kết bầu cử đa đảng.
Những người Cộng sản Hungary trung thành đã phản đối quyết định của Nagy, họ thành lập chính phủ Cách mạng Công-Nông Hungary và đề nghị Liên Xô cho quân đội hỗ trợ họ trấn áp cuộc bạo loạn. Ngày 4 tháng 11, theo đề nghị của chính phủ Cách mạng Công-Nông Hungary, một lực lượng Liên Xô lớn tiến đến Budapest và các vùng đất Hungary khác. Phe bạo loạn ở Hungary tiếp tục chiến đấu chống lại quân đội Liên Xô và các quốc gia khối Warszawa cho tới ngày 10 tháng 11. Hơn 2.500 người Hungary và 700 binh lính Liên Xô thiệt mạng trong cuộc xung đột, 20 vạn người Hungary phải tị nạn. Những cuộc bắt giữ và tố giác ở quy mô lớn diễn ra trong nhiều tháng sau đó. Tới tháng 1 năm 1957, chính phủ Kadar đã dập tắt cuộc nổi loạn. Cựu Thủ tướng Nagy Imre bị bắt giữ Ngày 17 tháng 6 năm 1958, ông cùng những lãnh đạo cuộc nổi loạn bị Tòa án Tối cao Hungary tuyên án tử hình vì tội phản quốc. Những hành động của Liên Xô đã khiến những cá nhân và phong trào theo chủ nghĩa Marx ở phương Tây xa lánh, tuy vậy giúp tăng cường ảnh hưởng của Liên Xô tại Trung Âu. Dù cuộc nổi loạn thất bại, nhưng đến đầu thập niên 1960, chủ nghĩa giáo điều đã suy sụp tại Hungary và nước này bắt đầu thực hiện nhiều cải cách về kinh tế và xã hội.
Tại lễ khai trương Đệ tam Cộng hoà Hungary vào năm 1989, ngày 23 tháng 10 được tuyên bố là một ngày kỷ niệm quốc gia. Tại phương Tây, cuộc bạo loạn được ca tụng là một "cuộc cách mạng" và việc Liên Xô trấn áp bạo loạn bị họ lên án, nhưng 53 năm sau, khi Bạo loạn tại Điện Capitol Hoa Kỳ 2021 nổ ra với những hành động đốt phá tương tự thì phương Tây lại gọi đó là "bạo loạn" và ủng hộ việc trấn áp, điều này đã bị Nga và một số nước khác mỉa mai là "tiêu chuẩn kép của phương Tây".

## Bối cảnh của sự kiện
Trong Chiến tranh thế giới thứ hai (1939 – 1945), quân đội Liên Xô chiếm Hungary (khi đó là đồng minh của Đức Quốc xã) và dần thay thế chính phủ liên minh do Đảng Dân sự và Công nhân Nông nghiệp, Tiểu nông Độc lập lãnh đạo bằng Đảng Cộng sản Hungary. Sự quốc hữu hoá triệt để nền kinh tế đã gây ra tình trạng trì trệ và bất bình sâu sắc. Các nhà văn và các nhà báo là những người đầu tiên lên tiếng chỉ trích công khai, cho xuất bản những bài báo bất đồng quan điểm vào năm 1955. Tới ngày 22 tháng 10 năm 1956, các sinh viên Đại học Kỹ thuật phục hồi lại Liên minh sinh viên MEFESZ bị cấm đoán, và dự tính một cuộc tuần hành ngày 23 tháng 10, dẫn tới một loạt các sự kiện trực tiếp đưa tới cuộc bạo động tại Cộng hòa Nhân dân Hungary.

### Chính sách thời hậu chiến
Trong Chiến tranh thế giới thứ hai (1939 - 1945), Hungary là đồng minh của Đức Quốc xã. Từ tháng 7 năm 1941, Hungary tuyên chiến với Liên Xô và Quân đội Hungary đã tham chiến cùng Đức Quốc xã trên Mặt trận Xô-Đức. Sau Chiến tranh thế giới thứ hai, Hungary nằm trong vùng ảnh hưởng của Liên bang Xô viết, và Quân đội Liên Xô đóng quân tại Hungary thực hiện chế độ quân quản như đối với nước Đức Quốc xã. Trong khi Quân đội Liên Xô đang tấn công Quân đội Đức Quốc xã ở khu vực Budapest, ngày 21 tháng 12 năm 1944, Quốc hội lâm thời Hungary đã nhóm họp và thành lập chính phủ lâm thời ở Debresel đối lập với chính quyền Salasy thân Đức ở Budapest. Ngày 20 tháng 1 năm 1945, Nguyên soái Liên Xô Kliment Yefremovich Voroshilov theo ủy quyền của các chính phủ Hoa Kỳ, Anh và Liên Xô đã nhân danh các nước đồng minh chống phát xít ký kết Hiệp ước đình chiến với chính phủ lâm thời Hungary ở Debresel. Điều 12 của hiệp ước này quy định Hungary phải bồi thường một phần những thiệt hại mà Hungary gây ra trong chiến tranh cho Liên bang Xô viết, Tiệp Khắc và Nam Tư trị giá 300 triệu đô la Mỹ, trả bằng hàng hóa trong 6 năm.
Hungary bắt đầu giai đoạn hậu chiến theo mô hình nhà nước dân chủ đa đảng. Cuộc bầu cử năm 1945 đã mang lại một chính phủ liên minh của ba đảng: Đảng Dân sự, Công nhân Nông nghiệp và Tiểu nông Độc lập dưới sự lãnh đạo của Thủ tướng Zoltán Tildy. Tuy nhiên, Đảng Cộng sản (dưới quyền Rakósi Mátyás và Gerő Ernő) được Liên Xô hỗ trợ, vốn chỉ nhận được 17% phiếu bầu, liên tục đòi hỏi những nhượng bộ nhỏ trong một quá trình được gọi là "chiến thuật xúc xích", loại bỏ dần ảnh hưởng của chính phủ liên minh.
Phía Liên Xô yêu cầu phải có Đảng Cộng sản tham gia vào chính phủ liên minh, trong đó, những đảng viên Đảng Cộng sản nắm giữ các vai trò chủ chốt, còn Zoltán Tildy trở thành Tổng thống. Bộ trưởng Nội vụ László Rajk (người của Đảng Cộng sản) đã thành lập Cảnh sát An ninh Nhà nước Hungary (Államvédelmi Hatóság, sau này được gọi là ÁVH), sử dụng các biện pháp đe doạ, buộc tội và bắt giam để trấn áp những phe phái đối lập chính trị. Giai đoạn đa đảng ngắn chấm dứt khi Đảng Cộng sản sáp nhập với Đảng Dân chủ Xã hội để trở thành Đảng Công nhân Xã hội Chủ nghĩa Hungary, với danh sách ứng cử viên không có đảng phái đối lập từ năm 1949. Sau đó nhà nước Cộng hoà Nhân dân Hungary được tuyên bố thành lập.
Tới năm 1949, Hungary tham gia cùng với Liên Xô và các nước xã hội chủ nghĩa khác trong Hội đồng tương trợ kinh tế. Cũng trong năm 1949, một hiệp ước hữu nghị, hợp tác và tương trợ được ký kết giữa Hungary và Liên Xô cho phép quân đội Liên Xô được tiếp tục đóng quân ở Hungary, đảm bảo sự thống trị tuyệt đối về chính trị của Liên Xô. Đến năm 1955, Hungary tham gia Tổ chức hiệp ước Warszawa, một tổ chức quân sự đối lập với Tổ chức Hiệp ước Bắc Đại Tây Dương (NATO).

### Chính sách chính trị và kinh tế của Rákosi Mátyás
Hungary trở thành một nhà nước theo thể chế Xã hội chủ nghĩa, dưới sự lãnh đạo chuyên chính khắt khe của Thủ tướng Rákosi Mátyás. Cảnh sát An ninh (ÁVH) bắt đầu một loạt các cuộc thanh lọc hơn 7000 người chống đối - tức những người bị cho là "theo Chủ nghĩa Tito" hay "điệp viên phương Tây", và bị buộc phải thú tội trong những phiên xử án điểm, sau đó họ bị đưa tới một trại giam ở phía đông Hungary.
Chính phủ nước Cộng hòa Nhân dân Hungary cũng nhiều lần làm không đúng nguyên tắc tập trung dân chủ mà Đảng Lao động Hungary đề xướng. Từ năm 1950 tới năm 1952, Cảnh sát An ninh đã bắt hàng nghìn người, tịch thu tài sản và nhà ở để phân phối cho các thành viên của Đảng Nhân dân Lao động, và loại bỏ mối đe doạ của tầng lớp trí thức tư sản. Hàng nghìn người bị bắt giữ, bị trục xuất sang phía đông, một số bị xử tử vì tội gián điệp, gồm cả người sáng lập ÁVH là László Rajk. Chỉ trong một năm, hơn 26.000 người bị buộc phải rời khỏi Budapest. Vì thế, công việc và nhà cửa rất khó kiếm đối với những người bị trục xuất này. Những người bị trục xuất nói chung phải trải qua các điều kiện sống kém, và phải lao động tại các nông trang hợp tác xã.
Chính phủ Mátyás chính trị hoá hoàn toàn hệ thống giáo dục Hungary nhằm thay thế các tầng lớp "trí thức tư sản" bằng một tầng lớp "trí thức lao động". Tiếng Nga và định hướng chính trị Đảng Cộng sản là môn học bắt buộc tại các trường học và đại học trên cả nước. Các trường tôn giáo bị quốc hữu hoá và các lãnh đạo Giáo hội bị thay thế bởi những người trung thành với chính phủ. Năm 1949 lãnh đạo Giáo hội Ki-tô giáo Hungary, Hồng y Giáo chủ József Mindszenty, bị bắt giữ và kết án tù chung thân vì tội phản bội. Dưới sự lãnh đạo của Mátyás, chính phủ Hungary trở thành một trong những chính phủ có chính sách an ninh nghiêm khắc nhất ở châu Âu.
Nền kinh tế Hungary thời hậu chiến gặp rất nhiều khó khăn. Theo điều 12 của Hiệp định đình chiến vào ngày 20 tháng 1 năm 1945, Hungary đồng ý trả bồi thường chiến tranh xấp xỉ 300 triệu đô la Mỹ bằng hàng hóa cho Liên Xô, Tiệp Khắc và Nam Tư trong 6 năm. Đến năm 1951, tất cả các khoản bồi thường đã được thanh toán xong. Ngân hàng Quốc gia Hungary năm 1946 ước tính chi phí cho việc bồi thường là "từ 19 đến 22% thu nhập quốc gia hàng năm." Năm 1946, đồng tiền tệ của Hungary bị giảm giá mạnh, dẫn tới một tỷ lệ siêu lạm phát chưa từng thấy trong lịch sử. Sự tham gia của Hungary vào khối COMECON (Hội đồng Tương trợ Kinh tế) do Liên Xô bảo trợ giúp nước này nhận được viện trợ từ Liên Xô, nhưng cũng khiến nước này không thể thực hiện quan hệ thương mại với phương Tây hay nhận viện trợ từ Kế hoạch Marshall. Dù thu nhập trên đầu người của quốc gia có tăng trong thời kỳ đầu thập niên 1950, nhưng những khoản khấu trừ thu nhập lớn để chi cho việc đầu tư vào công nghiệp hóa làm tiêu chuẩn sống sụt giảm; quản lý kém tạo ra sự thiếu hụt kinh niên với những mặt hàng thực phẩm thiết yếu dẫn tới việc phải phân phối bánh mì, đường, bột mì và thịt theo tem phiếu. Việc bắt buộc mua trái phiếu nhà nước càng làm giảm thu nhập cá nhân. Kết quả là thu nhập thực tế của công nhân và người lao động năm 1952 chỉ bằng hai phần ba mức năm 1938, trong khi năm 1949, tỷ lệ này là 90%. Những chính sách đó tạo ra một hậu quả xấu, và càng làm tăng sự bất bình khi nợ nước ngoài gia tăng và dân chúng phải chịu sự thiếu hụt hàng hoá.

### Các sự kiện quốc tế

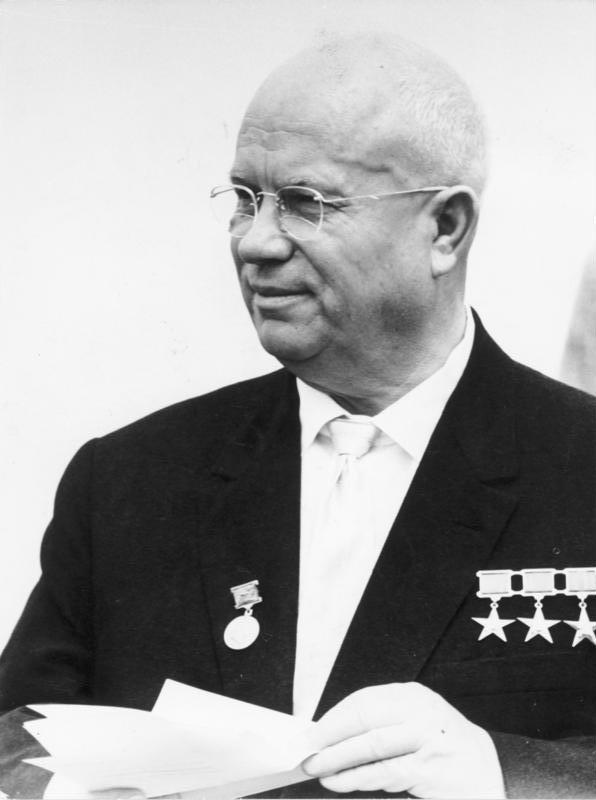
Bí thư thứ nhất Đảng Cộng sản Liên Xô Nikita Sergeyevich Khrushchyov

Ngày 5 tháng 3 năm 1953, lãnh tụ Iosif Vissarionovich Stalin qua đời, dẫn tới một giai đoạn tự do có mức độ trong đó hầu hết các đảng cộng sản châu Âu đều phát triển một phái cải cách. Tháng 6 năm 1953, các nhà lãnh đạo Hungary được mời sang Moskva và đích thân lãnh tụ Liên bang Xô viết đã yêu cầu Mátyás nhường chức Thủ tướng cho Nagy Imre. Nhà cải cách Nagy Imre thay thế Rákosi Mátyás, "Học trò ưu tú nhất người Hungary của Stalin", làm Thủ tướng. Tuy nhiên, Rákosi Mátyás vẫn là Tổng bí thư Đảng, và có khả năng hạn chế hầu hết các biện pháp cải cách của Imre. Tới tháng 4 năm 1955, do không chịu bị mất quyền, ông loại Imre khỏi Ban chấp hành Trung ương Đảng và chức vụ Thủ tướng làm Nagy bị mất tín nhiệm và bị tước bỏ chức vụ. Sau bài "phát biểu bí mật" của Nikita Sergeyevich Khrushchyov vào tháng 2 năm 1956, lên án Stalin và những người được ông bảo hộ, Mátyás rời khỏi khỏi chức vụ Tổng bí thư Đảng và được thay thế bởi Gerő Ernő ngày 18 tháng 7 năm 1956, nhưng có tài liệu cho là ngày 21 tháng 7 năm 1956.
Ngày 14 tháng 5 năm 1955, Liên bang Xô viết lập ra Khối hiệp ước Warszawa, gồm Liên Xô và các quốc gia vệ tinh của họ ở Trung và Đông Âu. Trong số những nguyên tắc của tổ chức này có việc "tôn trọng độc lập và chủ quyền của các quốc gia" và "không can thiệp vào công việc nội bộ của nhau".
Năm 1955, Hiệp ước Nhà nước Áo và tuyên bố sau của Áo thiết lập Áo thành một nhà nước phi quân sự và trung lập. Điều này làm dấy lên hy vọng của người Hungary rằng họ cũng có thể trở thành một quốc gia trung lập và vào năm 1955 Nagy Imre đã xem xét "...khả năng Hungary chấp nhận một vị thế trung lập theo hình mẫu Áo". Sự trung lập của Áo đã làm thay đổi những tính toán của kế hoạch quân sự của cuộc chiến tranh Lạnh bởi vị trí địa lý phân chia Liên minh NATO từ Geneva tới Viên của nó, vì thế càng làm tăng tầm quan trọng chiến lược của Hungary với Khối hiệp ước Warszawa.
Tháng 6 năm 1956, một cuộc bạo động của công nhân Ba Lan diễn ra tại Poznań đã bị chính phủ trấn áp, với hàng chục người bị chết và bị thương. Trước yêu cầu của quần chúng, vào tháng 10 năm 1956, chính phủ đã chỉ định nhà cải cách cộng sản mới được hồi phục Władysław Gomułka làm Bí thư thứ nhất của Đảng Công nhân Thống nhất Ba Lan, với trách nhiệm đàm phán sự nhượng bộ thương mại, và giảm quân số với chính phủ Liên Xô. Sau một vài ngày đàm phán căng thẳng, ngày 19 tháng 10, cuối cùng Liên Xô đồng ý các yêu cầu cải cách của Gomułka. Những tin tức về những điều khoản nhượng bộ mà người Ba Lan giành được - được gọi là Tháng 10 Ba Lan - đã khiến nhiều người Hungary hy vọng về những nhượng bộ tương tự cho Hungary và những tình cảm đó góp phần quan trọng vào không khí chính trị sôi nổi ở Hungary ở nửa sau tháng 10 năm 1956.

### Bất ổn xã hội
Trước tình hình kinh tế xã hội của chính phủ nước Cộng hòa Nhân dân Hungary, một bộ phận nhân dân Hungary trở nên phẫn nộ. Sự từ chức của Mátyás vào tháng 7 năm 1956 đã khuyến khích sinh viên, các nhà văn và nhà báo trở nên sôi nổi và mạnh dạn chỉ trích chính trị hơn. Các sinh viên và nhà báo khởi động một loạt các diễn đàn trí thức phân tích các vấn đề Hungary đang phải đối mặt. Những diễn đàn đó, được gọi là các nhóm Petõfi, trở nên rất nổi tiếng và thu hút hàng nghìn người tham gia. Ngày 6 tháng 10 năm 1956, László Rajk - người từng bị hành quyết dưới chính phủ Mátyás, được chôn cất lại trong một buổi lễ càng làm gia tăng sự chống đối với Đảng Cộng sản.
Ngày 16 tháng 10 năm 1956, các sinh viên đại học tại Szeged bác bỏ hội sinh viên cộng sản chính thức, DISZ, bằng cách tự lập nên MEFESZ (Hội Sinh viên Đại học và Hàn lâm Hungary), một tổ chức sinh viên tự thành lập, trước đó đã bị cấm đoán trong thời kỳ Mátyás cầm quyền. Trong vài ngày, các hội sinh viên tại Pécs, Miskolc, và Sopron cũng được thành lập. Ngày 22 tháng 10, các sinh viên tại Đại học Kỹ thuật biên soạn một danh sách mười sáu điểm gồm nhiều yêu cầu về chính sách quốc gia. Sau khi sinh viên biết rằng Hội Nhà văn Hungary có kể hoạch biểu tình thể hiện sự đoàn kết với các phong trào ủng hộ cải cách ở Ba Lan vào ngày hôm sau bằng cách đặt vòng hoa tại tượng Tướng Bem, một anh hùng của cuộc chiến tranh giành độc lập Hungary (1848 – 1849), người gốc Ba Lan, các sinh viên quyết định tổ chức một cuộc tuần hành ủng hộ.

## Diễn biến của sự kiện

### Những phát súng đầu tiên

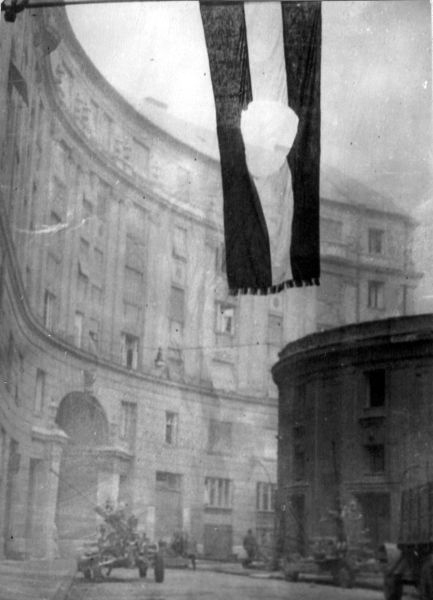
Quốc kỳ Hungary sau khi Quốc huy Hungary năm 1949 đã bị cắt bỏ. Là cờ với một lỗ trống trở thành biểu tượng của cuộc nổi dậy.

Trong buổi chiều ngày 23 tháng 10 năm 1956, gần 20.000 người biểu tình tụ họp gần bức tượng Józef Bem - một người anh hùng dân tộc của Hungary và Ba Lan. Péter Veres, Chủ tịch Hội Nhà văn, đọc một bản tuyên cáo trước đám đông, các sinh viên đọc bản tuyên bố của mình, và sau đó đám đông hát vang bài "Quốc ca" (Nemzeti dal) vốn đã bị cấm, lời bài hát viết: 
| “         | Chúng ta nguyện thề, chúng ta nguyện thề, chúng ta quyết không chịu kiếp nô lệ nữa. | ” |
| — Quốc ca |                                                                                     |   |

Trong đám đông, một số người cắt bỏ Quốc huy Hungary năm 1949 ra khỏi lá cờ Hungary, để lại một chiếc lỗ trên lá cờ và những người khác nhanh chóng làm theo.
Sau đó, hầu hết đám đông vượt sông Danube để gia nhập với đám đông người biểu tình bên ngoài Toà nhà Nghị viện. Tới 6 giờ chiều, đám đông đã lên tới hơn 200.000 người; cuộc biểu tình đầy khí thế, nhưng diễn ra trong hoà bình.
Lúc 8 giờ tối, Bí thư thứ nhất Gerő Ernő phát đi một bài phát biểu lên án các yêu cầu của các nhà văn và sinh viên. Tức giận bởi sự từ chối cứng rắn của Gerő, một số người biểu tình quyết định thực hiện một trong những yêu cầu của họ - phá bỏ bức tượng đồng Stalin được dựng lên năm 1951 bên cạnh một ngôi thánh đường, vốn đã bị phá bỏ để nhường chỗ cho Tượng đài Stalin. Tới 9 giờ 30 phút tối bức tượng đã bị lật đổ và đám đông hân hoan ăn mừng bằng cách đặt lá cờ Hungary lên trên hai chiếc ủng của Stalin, phần còn lại duy nhất của bức tượng.
Cũng khoảng thời gian đó, một đám đông lớn tụ tập tại trụ sở Đài phát thanh Budapest, được lực lượng ÁVH canh phòng cẩn mật. Thời khắc bùng nổ diễn ra khi một phái đoàn tìm cách phát sóng đi các yêu cầu của họ bị bắt giữ và đám đông dần trở nên không thể kiểm soát khi những tin đồn loan đi rằng những người biểu tình đã bị bắn. Hơi cay được phun xuống từ những cửa sổ toà nhà và lực lượng ÁVH nổ súng vào đám đông, nhiều người thiệt mạng. ÁVH định tiếp tế cho lực lượng kẹt trong tòa nhà bằng cách giấu vũ khí trong một chiếc xe cứu thương, nhưng đám đông phát hiện được ý định này và ngăn chặn nó. Các binh lính Hungary được gửi tới giải vây cho ÁVH nhưng họ đã giật bỏ những ngôi sao đỏ trên mũ rồi đứng về phía những người biểu tình. Bị kích động bởi cuộc tấn công của ÁVH, những người biểu tình phản ứng một cách bạo lực. Xe cảnh sát bị đốt cháy, súng bị cướp khỏi các đồn quân sự và được phân phát cho đám đông, và những biểu tượng của chế độ cộng sản bị phá huỷ.

### Chiến sự lan rộng, chính phủ sụp đổ

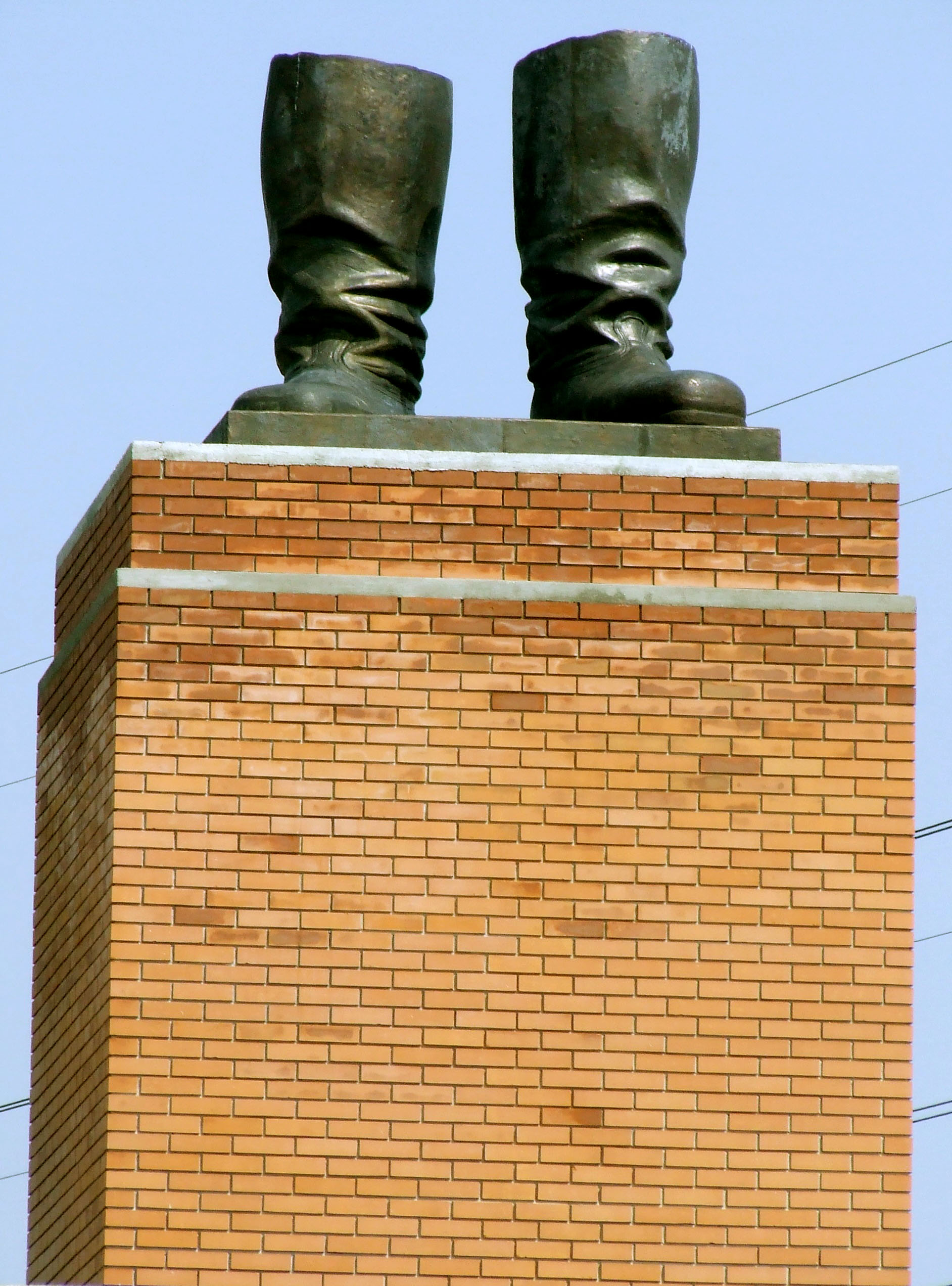
Phần còn lại của bức tượng đồng lớn cao 25m của Iosif Vissarionovich Stalin, bị lật đổ trong sự kiện năm 1956 (hiện được trưng bày tại Szoborpark gần Budapest)

Trong đêm ngày 23 tháng 10 năm 1956, Tổng Bí thư Đảng Công nhân Xã hội Chủ nghĩa Hungary là Gerő Ernő đã yêu cầu sự can thiệp quân sự của Liên Xô "để dập tắt một cuộc biểu tình đã đạt tới mức độ và tầm vóc chưa từng có." Ban lãnh đạo Liên Xô đã lập ra những kế hoạch bất thường cho việc can thiệp vào Hungary từ nhiều tháng trước đó. Tới 2 giờ sáng ngày 24 tháng 10, theo lệnh của Bộ trưởng Quốc phòng Georgy Konstantinovich Zhukov, xe tăng Liên Xô tiến vào Budapest.
Ngày 24 tháng 10, các xe tăng Liên Xô đóng bên ngoài toà nhà Nghị viện và các binh sĩ Liên Xô canh gác các cây cầu và ngã tư quan trọng. Phe nổi dậy có vũ trang nhanh chóng lập ra các chướng ngại vật để bảo vệ Budapest, và tới giữa buổi sáng đã có thông tin rằng họ đã bắt được một số xe tăng Liên Xô. Ngày hôm đó, Nagy Imre đã thay thế András Hegedűs trở thành Thủ tướng. Trên đài phát thanh, Nagy Imre kêu gọi chấm dứt bạo lực và hứa hẹn đưa ra các cải cách chính trị từng bị xếp xó ba năm trước đó. Dân chúng tiếp tục tự vũ trang và thỉnh thoảng những hành động bạo lực lại diễn ra. Những người biểu tình có vũ trang chiếm đài phát thanh. Tại các văn phòng của tờ báo Cộng sản Szabad Nép, những người biểu tình không vũ trang xông vào đây đã bị cảnh sát bảo vệ ÁVH bắn, nhưng sau đó ÁVH đã bị đẩy lui khi những người biểu tình có vũ trang tới nơi và giao chiến với họ. Ở thời điểm này, sự tức giận của những người biểu tình chủ yếu tập trung vào lực lượng ÁVH; Các đơn vị quân đội Liên Xô vẫn chưa được triển khai đầy đủ, và có nhiều báo cáo về một số binh lính Liên Xô có thiện cảm công khai với những người biểu tình.
Ngày 25 tháng 10, một đám đông người biểu tình tụ tập trước Toà nhà Nghị viện và có ý định xông vào đây. Các đơn vị ÁVH bắt đầu bắn vào đám đông từ các tầng thượng các toà nhà xung quanh. Một số binh sĩ Liên Xô bắn trả vào ÁVH, bởi nhầm lẫn rằng họ là mục tiêu của những loạt đạn. Được vũ trang bởi vũ khí chiếm được từ ÁVH hay từ các binh sĩ Hungary gia nhập cuộc nổi dậy, một số người trong đám đông bắt đầu bắn trả lại.
Những cuộc tấn công vào Nghị viện đã dẫn tới sự sụp đổ của chính phủ. Bí thư nhất của Đảng Gerő Ernő và cựu Thủ tướng András Hegedűs bỏ chạy sang Liên Xô. Erno Gero đã đưa Nagy Imre quay lại nắm vị trí lãnh đạo trong chính quyền Hungary. Nagy Imre trở thành Thủ tướng còn Kádár János thì trở thành Bí thư thứ nhất của Đảng Cộng sản. Những người nổi dậy bắt đầu có hành động tấn công mạnh chống lại quân đội Liên Xô và những đơn vị còn lại của ÁVH.
Khi quân nổi dậy Hungary giao chiến với xe tăng Liên Xô bằng chai cháy trên những đường phố chật hẹp của Budapest, các Hội đồng Cách mạng được thành lập trên khắp cả nước, chiếm lấy chính quyền địa phương, và kêu gọi thực hiện tổng đình công. Các biểu tượng của chủ nghĩa cộng sản như sao đỏ và các tượng đài tưởng niệm chiến tranh Xô-Đức bị tháo bỏ, và những cuốn sách về chủ nghĩa Cộng sản bị đốt cháy. Những đội dân quân tự phát nổi lên, như nhóm 400 tay súng do József Dudás chỉ huy, tấn công và giết hại những người Hungary có thiện cảm với Liên bang Xô viết và các thành viên ÁVH. Các đơn vị Liên Xô chủ yếu chiến đấu bên trong Budapest; những nơi khác trong nước khá yên tĩnh. Các chỉ huy Liên Xô thường đàm phán những cuộc ngừng bắn địa phương với những người nổi dậy. Ở một số vùng, các lực lượng Liên Xô tìm cách dập tắt cuộc nổi dậy Hungary. Tại Budapest, cuộc giao tranh với binh lính Xô viết cuối cùng cũng ngưng lại và những hành động thù địch bắt đầu giảm đi. Viên tướng người Hungary Béla Király, được trả tự do sau khi bị kết án tù chung thân vì phạm tội chính trị và hoạt động với sự hỗ trợ của chính phủ Imre, tìm cách tái lập trật tự bằng cách thống nhất các nhóm cảnh sát, quân đội và người nổi dậy vào một lực lượng Vệ binh Quốc gia. Một cuộc ngừng bắn được thu xếp ngày 28 tháng 10, và tới ngày 30 tháng 10 hầu hết quân đội Liên Xô đã rút khỏi Budapest về các trại đồn trú ở vùng nông thôn Hungary.
Ngày 1 tháng 11, Nagy Imre tuyên bố Hungary rút khỏi khối Hiệp ước Warsaw và thông qua Liên Hợp Quốc, kêu gọi các cường quốc, như Anh và Hoa Kỳ, công nhận qui chế trung lập của Hungary. Trong suốt thời gian diễn ra cuộc nổi dậy, Nagy vẫn kiên quyết trung thành với chủ nghĩa Marx, nhưng quan điểm của ông về chủ nghĩa Marx là "một khoa học không thể mãi trì trệ", và ông lên án chủ nghĩa "giáo điều cứng nhắc" bởi "sự độc quyền của những người theo chủ nghĩa Stalin ". Giao tranh rõ ràng đã chấm dứt trong khoảng thời gian từ ngày 28 tháng 10 đến ngày 4 tháng 11, khi nhiều người Hungary tin rằng các đơn vị quân đội Liên Xô đang rút khỏi Hungary. Trong khi đó thì "khoảng trống quyền lực" do các sự kiện trước đó tạo ra lại không được lấp đầy.

#### Chính phủ Quốc gia Hungary Mới
Sự lan rộng nhanh chóng của cuộc nổi dậy trên đường phố Budapest và sự sụp đổ bất ngờ của chính phủ Gerő-Hegedűs khiến ban lãnh đạo chính phủ mới bị bất ngờ, và ban đầu thiếu tổ chức. Nagy Imre, một người chủ trương cải cách nhưng trung thành với Đảng cộng sản, và từng được nhận xét chỉ có "chút ít khả năng chính trị", ban đầu kêu gọi công chúng bình tĩnh và quay về với trật tự cũ. Tuy vậy, Nagy Imre - cũng chính là lãnh đạo duy nhất còn lại của Hungary được cả công chúng và người Liên Xô công nhận - "cho rằng đó là một cuộc nổi dậy quần chúng chứ không phải là một hành động phản cách mạng". Gọi cuộc nổi dậy đang diễn ra là "một phong trào dân chủ rộng lớn" trong một bài phát biểu trên đài phát thanh ngày 27 tháng 10, Nagy Imre đã thành lập một chính phủ gồm một số bộ trưởng không cộng sản. Chính phủ Quốc gia mới này xoá bỏ cả ÁVH và hệ thống độc đảng. Vì cầm quyền có mười ngày, Chính phủ Quốc gia ít có cơ hội giải thích rõ ràng các chính sách của mình. Tuy nhiên, các tổng biên tập báo chí ở thời điểm ấy nhấn mạnh rằng Hungary phải là một nhà nước trung lập, đa đảng phái và dân chủ. Nhiều tù nhân chính trị được thả, đáng chú ý nhất là Hồng y József Mindszenty. Các đảng chính trị từng bị cấm trước đây, như Tiểu nông Độc lập và Đảng Nông dân Quốc gia, tái xuất hiện và gia nhập liên minh.
Các hội đồng cách mạng địa phương được thành lập trên khắp Hungary, nói chung không có sự tham gia của Chính phủ Quốc gia đã quá nhiều việc tại Budapest, và nhận lấy nhiều trách nhiệm từ chính quyền địa phương từ đảng cộng sản khi ấy đã không còn hoạt động nữa. Tới ngày 30 tháng 10, các hội đồng đó đã được Đảng Công nhân Xã hội Chủ nghĩa Hungary chính thức phê chuẩn, và chính phủ Imre yêu cầu sự hỗ trợ của họ như "các tổ chức tự quản, dân chủ địa phương được thành lập trong cuộc Cách mạng". Tương tự, các hội đồng công nhân cũng được thành lập tại các nhà máy và khu mỏ công nghiệp, và nhiều quy định mất lòng dân như các tiêu chuẩn sản xuất bị xoá bỏ. Các hội đồng công nhân cố gắng quản lý doanh nghiệp trong khi vẫn bảo vệ được các quyền lợi của công nhân; vì thế lập ra một nền kinh tế xã hội chủ nghĩa không bị quản lý cứng nhắc bởi Đảng. Sự quản lý địa phương của các hội đồng không phải luôn luôn không đổ máu; tại Debrecen, Győr, Sopron, Mosonmagyaróvár và các thành phố khác, các đám đông người biểu tình đã bị lực lượng ÁVH bắn, nhiều người thiệt mạng. Lực lượng ÁVH bị giải giáp, thường là bằng vũ lực, trong nhiều trường hợp với sự hỗ trợ của cảnh sát địa phương.

#### Dự tính của Liên Xô
Ngày 24 tháng 10, Đoàn chủ tịch Ủy ban Trung ương Đảng Cộng sản Liên Xô (Bộ chính trị) thảo luận về những vấn đề chính trị đang xảy ra tại Ba Lan và Hungary. Một nhóm cứng rắn do nhà chính trị Vyacheslav Mikhailovich Molotov cầm đầu thúc đẩy can thiệp, nhưng Khrushchyov và Nguyên soái Zhukov ban đầu phản đối. Một phái đoàn tại Budapest thông báo rằng tình hình không nghiêm trọng như đã từng được tường thuật. Khrushchyov nói rằng ông tin rằng yêu cầu can thiệp của Tổng bí thư Đảng Gerő Ernő ngày 23 tháng 10 cho thấy Đảng Hungary vẫn giữ niềm tin vào dân chúng Hungary. Ngoài ra, ông thấy những cuộc phản kháng không phải là một cuộc đấu tranh ý thức hệ, mà là sự bất bình của dân chúng với các vấn đề kinh tế và xã hội cơ bản còn chưa được giải quyết.
Sau một số cuộc tranh luận, ngày 30 tháng 10 Đoàn chủ tịch quyết định không lật đổ chính phủ mới của Hungary. Thậm chí Nguyên soái Georgy Konstantinovich Zhukov còn nói: "Chúng ta phải rút quân khỏi Budapest, và nếu cần thiết là rút khỏi toàn bộ Hungary. Đây là một bài học của chúng ta về vùng ảnh hưởng chính trị-quân sự." Họ thông qua một Tuyên bố của Chính phủ Liên Xô về các Nguyên tắc Phát triển và Tăng cường hơn nữa Tình đoàn kết và Hợp tác giữa Liên bang Xô viết và các Nhà nước Xã hội chủ nghĩa khác, được công bố ngày hôm sau. Tài liệu này viết: "Chính phủ Liên Xô đang chuẩn bị bước vào những cuộc đàm phán thích hợp với chính phủ Cộng hoà Nhân dân Hungary và các thành viên khác của Khối hiệp ước Warszawa về vấn đề sự hiện diện của quân đội Liên Xô trên lãnh thổ Hungary." Vì thế trong một thời gian ngắn có vẻ sẽ có một giải pháp hoà bình.
Ngày 30 tháng 10, những người phản kháng có vũ trang đã tấn công biệt đội ÁVH bảo vệ các trụ sở của Đảng Công nhân Lao động Hungary tại Budapest ở Köztársaság tér (Quảng trường Cộng hoà), do bị kích động bởi những lời đồn đại rằng các tù nhân đang bị giữ ở đó, và bởi những vụ bắn súng vào người biểu tình bởi ÁVH tại thành phố Mosonmagyaróvár. Hơn 20 sĩ quan AVH bị giết, một số người bị quần chúng đánh chết. Xe tăng của quân đội Hungary được gửi tới giải cứu các trụ sở đảng đã bắn nhầm vào toà nhà. Lãnh đạo uỷ ban đảng Budapest, Imre Mező, bị thương và chết sau đó. Những hình ảnh từ Quảng trường Cộng hoà được phát đi trên chương trình tin tức Liên Xô vài giờ sau đó. Các lãnh đạo nổi dậy ở Hungary lên án vụ việc và kêu gọi bình tĩnh, và cuộc bạo lực quần chúng nhanh chóng chấm dứt, nhưng các hình ảnh của các nạn nhân tuy thế đã được nhiều tổ chức Cộng sản sử dụng để tuyên truyền.
Vào ngày 31 tháng 10, các lãnh đạo Liên Xô quyết định đảo ngược quyết định ngày hôm trước của họ. Có sự bất đồng trong giới sử học về việc liệu tuyên bố rời khỏi Khối hiệp ước Warszawa của Hungary có phải là lý do dẫn tới sự can thiệp của Liên bang Xô viết. Những tài liệu về cuộc họp ngày 31 của Đoàn chủ tịch cho thấy quyết định can thiệp quân sự được đưa ra một ngày trước khi Hungary tuyên bố trung lập và rút khỏi Khối hiệp ước Warszawa. Tuy nhiên, một số nhà sử học Nga - không ủng hộ chủ nghĩa cộng sản, cho rằng tuyên bố trung lập của Hungary khiến Kremlin can thiệp vào đây lần thứ hai.
Hai ngày trước đó, ngày 30 tháng 10, khi các đại biểu của Bộ chính trị Liên Xô Anastas Mikoyan và Mikhail Suslov đang ở Budapest, Imre đã gợi ý rằng mục tiêu lâu dài của Hungary là trung lập, và rằng ông hy vọng đàm phán vấn đề này với các lãnh đạo tại Kremlin. Thông tin này đã được Mikoyan và Suslov chuyển tới Moskva. Cùng lúc ấy, Khrushchyov đang ở trong khu nhà nghỉ ngoại ô của lãnh đạo Liên Xô tại Kuntsevo, xem xét các ý kiến của ông về Hungary. Một trong những người soạn diễn văn cho ông sau này nói rằng tuyên bố trung lập là một yếu tố quan trọng dẫn tới quyết định ủng hộ can thiệp sau đó của ông. Ngoài ra, một số lãnh đạo cuộc biểu tình Hungary cũng như các sinh viên đã kêu gọi nước họ rút khỏi Khối hiệp ước Warszawa từ trước, điều này có thể ảnh hưởng tới quá trình đưa ra quyết định của Liên Xô.
Nhiều sự kiện quan trọng khác đã làm Đoàn chủ tịch lo lắng và càng củng cố thêm quan điểm can thiệp:
- Những phong trào đồng thời hướng về dân chủ nghị viện đa đảng phái, và một hội đồng dân chủ quốc gia của công nhân, có thể "dẫn tới việc thành lập một nhà nước tư bản." Cả hai phong trào đều thách thức uy thế của Đảng Cộng sản Liên Xô tại Đông Âu và có thể là cả quyền bá chủ của Liên Xô. Với đa số thành viên Đoàn chủ tịch, việc công nhân trực tiếp kiểm soát các hội đồng của họ mà không có sự lãnh đạo của Đảng Cộng sản là, theo lời Hannah Arendt, "các Xô viết tự do và hoạt động duy nhất tồn tại ở bất kỳ đâu trên thế giới".[109][110]
- Đoàn chủ tịch lo ngại phương Tây có thể nhận biết sự yếu kém của Liên Xô nếu họ không xử lý một cách cứng rắn với Hungary. Ngày 29 tháng 10 năm 1956, các lực lượng Israel, Anh và Pháp tấn công Ai Cập. Khrushchyov được cho là đã lưu ý "Chúng ta phải xem lại hành động của mình và không cần phải rút quân khỏi Hungary và Budapest. Chúng ta phải chủ động trong việc khôi phục trật tự ở Hungary. Nếu chúng ta rời khỏi Hungary, đó sẽ là một cơ hội lớn cho những tên đế quốc Mỹ, Anh và Pháp. Chúng sẽ coi đó là sự yếu kém của chúng ta và sẽ tiếp tục gây hấn... Từ Ai Cập sau đó chúng sẽ tới Hungary. Chúng ta không có lựa chọn nào khác."[101]
- Khrushchyov nói rằng nhiều người trong đảng cộng sản sẽ không thể hiểu được thất bại trong việc sử dụng vũ lực ở Hungary. Việc phi Stalin hoá đã làm những thành phần bảo thủ trong đảng xa lánh, họ lo ngại những mối đe doạ tới ảnh hưởng của Liên Xô ở Đông Âu. Ngày 17 tháng 6 năm 1953, công nhân ở Đông Berlin đã tổ chức một cuộc nổi dậy, yêu cầu chính phủ Cộng hoà Dân chủ Đức từ chức. Cuộc nổi dậy nhanh chóng bị dập tắt bằng vũ lực với sự giúp đỡ của quân đội Liên Xô, với 84 người thiệt mạng và bị thương và 700 người bị bắt.[111] Tháng 6 năm 1956, tại Poznań, Ba Lan, một cuộc nổi dậy của công nhân đã bị các lực lượng an ninh Ba Lan trấn áp với từ 57[112] tới 78[113][114] người chết và dẫn tới việc thành lập một chính phủ ít bị ảnh hưởng của Liên Xô hơn. Ngoài ra, tới cuối tháng 10, tình trạng bất ổn đã xảy ra tại một số khu vực của Liên Xô: các cuộc bất ổn tuy nhỏ, nhưng vẫn không thể chấp nhận được.
- Sự trung lập của Hungary và việc rút lui khỏi Khối hiệp ước Warszawa sẽ tạo ra một lỗ thủng trong vùng đệm quốc phòng của Liên Xô tại các quốc gia vệ tinh.[115] Người Liên Xô lo ngại một cuộc tấn công từ phương Tây và viêc lập ra một vùng đệm phòng thủ gồm các quốc gia vệ tinh ở Đông Âu là một mục tiêu an ninh chiến lược.

Đoàn chủ tịch quyết định phá vỡ thoả thuận ngừng bắn và trấn áp cuộc nổi dậy tại Hungary. Kế hoạch là tuyên bố một "Chính phủ Cách mạng Lâm thời" dưới quyền Kádár János, người sẽ kêu gọi sự giúp đỡ của Liên Xô để tái lập trật tự. Theo các nhân chứng, Kádár János đã ở Moskva từ đầu tháng 11, và ông đã có liên lạc với đại sứ quán Liên Xô khi còn là một thành viên của chính phủ Imre. Các phái đoàn được gửi tới các chính phủ cộng sản khác tại Đông Âu và Trung Quốc, tìm cách tránh một cuộc xung đột cấp vùng, và những khẩu hiệu tuyên truyền được chuẩn bị để phát đi ngay khi cuộc can thiệp của Liên Xô bắt đầu. Để che đậy những ý định này, các nhà ngoại giao Liên Xô tiến hành đàm phán với chính phủ Imre về việc rút các lực lượng Liên Xô.
Theo một số nguồn tin, nhà lãnh đạo Cộng hòa Nhân dân Trung Hoa Mao Trạch Đông đóng vai trò quan trọng trong quyết định trấn áp cuộc nổi dậy tại Hungary của Khrushchyov. Phó chủ tịch Đảng Cộng sản Trung Quốc Lưu Thiếu Kỳ đã gây sức ép lên Khrushchyov để gửi quân đội vào dập tắt cuộc nổi dậy bằng vũ lực. Mặc dù quan hệ giữa Trung Quốc và Liên Xô đã xấu đi trong những năm gần đó, ý kiến của Mao Trạch Đông vẫn có sức nặng lớn với Kremlin, và họ thường liên lạc với nhau trong thời gian xảy ra cuộc khủng hoảng. Ban đầu Mao Trạch Đông phản đối một cuộc can thiệp thứ hai và thông tin này được chuyển tới cho Khrushchyov ngày 30 tháng 10, trước khi Đoàn chủ tịch họp và quyết định phản đối sự can thiệp. Sau đó Mao Trạch Đông thay đổi quan điểm ủng hộ can thiệp, nhưng theo William Taubman vẫn chưa rõ khi nào và tại sao Khrushchyov biết được điều đó và vì thế liệu nó có ảnh hưởng tới quyết định ngày 31 tháng 10 của ông không.
Ngày 1 tháng 11 đến 3 tháng 11, lãnh tụ Khrushchyov rời thành phố Moskva để gặp các đồng minh Đông Âu và thông báo với họ về quyết định can thiệp. Tại cuộc họp đầu tiên, ông gặp Władysław Gomułka ở Brest. Sau đó ông có các cuộc trao đổi với các nhà lãnh đạo Romania, Tiệp Khắc và Bulgaria tại Bucharest. Cuối cùng Khrushchyov bay cùng G. M. Malenkov tới Nam Tư, nơi họ gặp Tổng thống Josip Broz Tito, khi ấy đang đi nghỉ trên đảo Brioni ở biển Adriatic. Nam Tư cũng thuyết phục Khrushchyov chọn Kádár János thay vì Ferenc Münnich làm lãnh đạo mới tại Hungary.

#### Phản ứng quốc tế

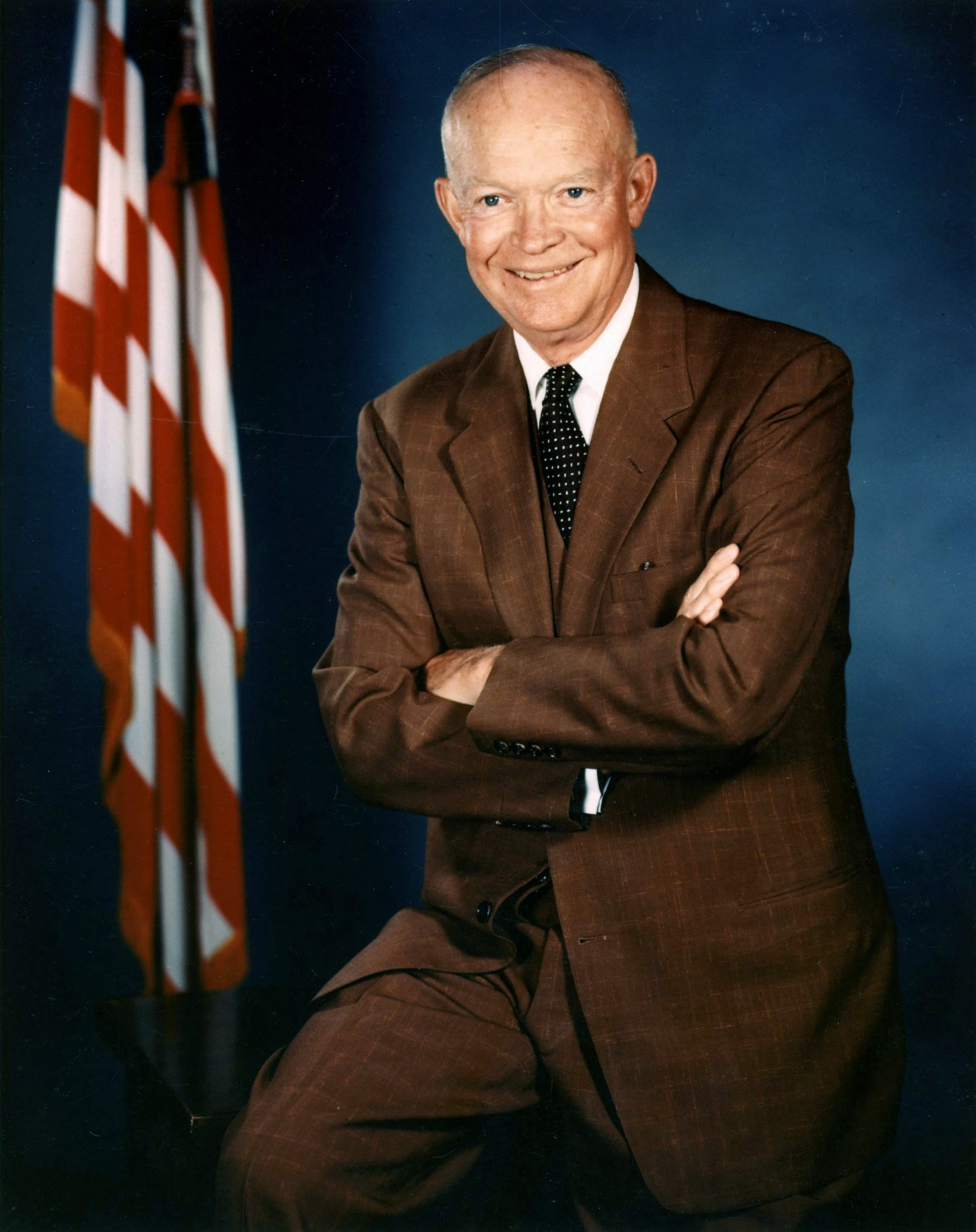
Dwight D. Eisenhower - Tổng thống Hoa Kỳ

Dù Ngoại trưởng Hoa Kỳ đề xuất ngày 24 tháng 10 rằng Hội đồng Bảo an Liên Hợp Quốc nên nhóm họp để thảo luận về tình hình tại Hungary, không có hành động được nào được tiến hành ngay lập tức để đưa ra một giải pháp. Theo lời đề nghị của Nagy Imre ở thời điểm cuộc can thiệp trên diện rộng lần thứ hai của Liên Xô ngày 4 tháng 11, nghị quyết của Hội đồng bảo an chỉ trích các hành của Liên Hợp Quốc đã bị Liên Xô phủ quyết. Đại hội đồng, với 50 phiếu thuận, 8 phiếu chống và 15 phiếu trắng, kêu gọi Liên Xô ngừng can thiệp vào Hungary, nhưng chính phủ János mới được lập nên đã từ chối các quan sát viên của Liên Hợp Quốc.
Tổng thống Hoa Kỳ, Dwight Eisenhower, có trong tay một nghiên cứu chi tiết về cuộc nổi dậy tại Hungary trong đó đề xuất không sử dụng can thiệp quân sự từ Hoa Kỳ, và các cuộc thảo luận chính sách trước đó trong Hội đồng An ninh Quốc gia, tập trung vào việc khuyến khích sự bất mãn trong các quốc gia vệ tinh của Liên Xô chỉ bằng các chính sách kinh tế và tuyên bố chính trị. Trong một cuộc phỏng vấn năm 1998, Đại sứ Hungary Jeszenszky Géza đã chỉ trích sự không phản ứng của phương Tây năm 1956, dẫn ra ảnh hưởng của Liên Hợp Quốc ở thời điểm đó và đưa ra ví dụ việc Liên Hợp Quốc can thiệp vào Triều Tiên từ năm 1950 đến năm 1953.
Trong cuộc nổi dậy, các chương trình tiếng Hungary của Đài châu Âu Tự do (RFE) đã phát đi những tin tức về tình hình chính trị và quân sự, cũng như kêu gọi người Hungary chiến đấu chống các lực lượng Liên Xô, gồm cả lời tư vấn chiến thuật về các biện pháp kháng chiến. Sau khi quân đội Liên Xô trấn áp quân nổi dậy, Đài châu Âu Tự do bị chỉ trích vì đã lừa dối nhân dân Hungary rằng NATO hay Liên Hợp Quốc sẽ can thiệp nếu các công dân Hungary tiếp tục kháng cự.

### Liên Xô can thiệp ngày 4 tháng 11
Ngày 1 tháng 11, Nagy Imre nhận được các báo cáo rằng các lực lượng Liên Xô đang tiến vào Hungary từ hướng đông và đang tiến tới Budapest. Imre tìm kiếm và nhận được sự đảm bảo từ đại sứ Liên Xô Yuri Vladimirovich Andropov rằng Liên bang Xô viết sẽ không đánh chiếm Hungary, dù Andropov đã biết điều ngược lại. Nội các, với sự đồng thuận của Kádár János, tuyên bố tính trung lập của Hungary, rút khỏi Khối hiệp ước Warszawa, và yêu cầu sự hỗ trợ từ các cơ quan ngoại giao ở Budapest và Tổng thư ký Liên Hợp Quốc để bảo vệ tính trung lập của Hungary. Đại sứ Andropov được yêu cầu thông báo tới chính phủ ông rằng Hungary sẽ bắt đầu đàm phán ngay lập tức về việc rút các lực lượng Liên Xô.
Ngày 3 tháng 11, một đoàn đại biểu Hungary do Bộ trưởng Quốc phòng Pál Maléter dẫn đầu được mời tới dự các cuộc đàm phán về việc rút quân đội Liên Xô tại Bộ tư lệnh Quân đội Liên Xô ở Tököl, gần Budapest. Khoảng nửa đêm hôm đó, tướng Ivan Aleksandrovich Serov, Cục trưởng Cục Đông Âu của Ủy ban An ninh Nhà nước (KGB) ra lệnh bắt giữ phái đoàn Hungary, và ngày hôm sau, quân đội Liên Xô một lần nữa tấn công Budapest.
Cuộc can thiệp lần thứ hai này, có tên hiệu "Chiến dịch gió lốc", được chỉ huy bởi Nguyên soái Ivan Stepanovich Konev. Năm sư đoàn Liên Xô đồn trú tại Hungary trước ngày 23 tháng 10 được tăng lên thành 17 sư đoàn. Quân đoàn cơ giới số 8 dưới sự chỉ huy của trung tướng Hamazasp Babadzhanian và Quân đoàn số 38 dưới sự chỉ huy của trung tướng Hadzhi-Umar Mamsurov từ căn cứ quân sự Carpathia bên cạnh được triển khai tới Hungary thực hiện chiến dịch. Một số binh sĩ Liên Xô tin rằng mình được gửi tới Berlin để chiến đấu với quân phát xít Đức. Tới 9:30 tối ngày 3 tháng 11, Quân đội Liên Xô đã bao vây hoàn toàn Budapest.
Lúc 3:00 giờ sáng ngày 4 tháng 11, xe tăng Liên Xô tiến vào Budapest dọc theo bờ phía thành phố Pest của sông Danube thành hai hướng: một ngược đường Soroksári từ phía nam và hướng kia xuôi theo đường Váci từ phía bắc. Vì thế trước khi bất kỳ viên đạn nào được bắn ra, quân Liên Xô đã hoàn toàn cắt đôi thành phố, kiểm soát mọi đầu cầu, và được bảo vệ từ phía sau bởi dòng sông Danube rộng lớn. Các đơn vị thiết giáp tiến vào Buda và vào lúc 4:25 sáng, bắn những phát đạn đầu tiên vào các doanh trại quân đội trên đường Budaõrsi. Ngay sau đó, tiếng đạn pháo và xe tăng Liên Xô nổ ra tại tất cả các quận của Budapest. Chiến dịch Gió lốc gồm tấn công không quân, pháo binh, hoạt động kết hợp xe tăng bộ binh của 17 sư đoàn.
Quân đội Hungary kháng cự rời rạc và thiếu phối hợp. Dù một số sĩ quan cao cấp công khai ủng hộ Liên Xô, các chiến sĩ ở mọi cấp bậc hầu hết trung thành với cuộc nổi dậy hoặc là chiến đấu chống lại cuộc tấn công hoặc đảo ngũ. Liên Hợp Quốc thông báo rằng họ không ghi nhận trường hợp nào các đơn vị quân đội Hungary chiến đấu bên phía Liên Xô.
Lúc 5:20 sáng ngày 4 tháng 11, Nagy Imre phát đi lời khẩn cầu cuối cùng của mình với quốc gia và thế giới, thông báo rằng các lực lượng Liên Xô đang tấn công Budapest và rằng chính phủ vẫn giữ nhiệm sở. Đài phát thanh, Kossuth Rádió Tự do, ngừng phát sóng lúc 8:07 sáng. Một cuộc họp khẩn cấp của Nội các được tổ chức trong toà nhà Nghị viện, nhưng chỉ có ba Bộ trưởng tham gia. Bởi quân đội Liên Xô đã tới chiếm toà nhà, một giải pháp di tản được tiến hành, chỉ còn lại Bộ trưởng Ngoại giao István Bibó làm đại diện cuối cùng của Chính phủ Quốc gia còn ở lại. Trong khi chờ đợi bị bắt, ông viết Vì Tự do và Sự thật, một tuyên bố gây xúc động tới quốc gia và thế giới.
Lúc 6:00 sáng ngày 4 tháng 11, tại thị trấn Szolnok, Kádár János tuyên bố "Chính phủ Cách mạng Công nhân-Nông dân Hungary". Ông tuyên bố:
| “             | Chúng ta phải chấm dứt những sự thái quá của các phần tử phản cách mạng. Giờ phút hành động đã tới. Chúng ta đang bảo vệ quyền lợi của những người công nhân và nông dân và những thành tựu của nền dân chủ nhân dân. | ” |
| — Kadár Janós | |   |

Kádár yêu cầu quân đội Liên Xô can thiệp vào tình hình Hungary để cùng ông "giúp đỡ những người dân vô tội, tái thiết lại những gì đã bị phiến quân phá hủy". Cuối buổi chiều hôm đó, Kádár kêu gọi "những chiến sĩ trung thành của lý tưởng đúng đắn của chủ nghĩa xã hội" đứng lên và cầm lấy vũ khí. Tuy nhiên, người Hungary không hưởng ứng lời kêu gọi; cuộc chiến đấu không diễn ra như một cuộc nội chiến chia rẽ từ bên trong, mà theo lời của một bản báo cáo của Liên Hợp Quốc, là cuộc chiến của "một đạo quân ngoại bang được trang bị hiện đại với lực lượng vượt trội tiêu diệt một phong trào quốc gia và loại bỏ chính phủ."
Tới 8:00 sáng sự phòng thủ có tổ chức của thành phố chấm dứt khi đài phát thanh bị chiếm, và nhiều người rút lui về các cứ điểm phòng thủ. Những điểm phòng thủ mạnh nhất là hẻm Corvin (Corvin köz), dưới sự chỉ huy của Gergely Pongrátz.  Thường dân chịu thiệt hại chính của cuộc chiến đấu, bởi quân đội Liên Xô ít chịu khó phân biệt các mục tiêu quân sự khỏi mục tiêu dân sự. Vì lý do này, xe tăng Liên Xô thường chạy dọc theo các con phố chính bắn bừa bãi vào các toà nhà. Sự kháng cự mạnh mẽ nhất của người Hungary diễn ra trong các khu vực công nghiệp của Budapest, là mục tiêu tấn công dữ dội của không quân và pháo binh Liên Xô. Nhóm kháng chiến cuối cùng kêu gọi ngừng bắn ngày 10 tháng 11. Hơn 2,500 người Hungary và 722 lính Liên Xô đã thiệt mạng và hàng nghìn người khác bị thương.

### Những thông tin về sự kiện từ phía Liên Xô
Những báo cáo của Liên Xô về các sự kiện xung quanh, trong, và sau sự kiện 1956 đáng chú ý khá phù hợp theo cách tường thuật của họ, sau khi cuộc can thiệp thứ hai của Liên Xô đã củng cố cho quan điểm của họ trong các Đảng Cộng sản Quốc tế. Pravda đã xuất bản một bài tường thuật 36 giờ sau khi bạo lực bùng phát, đặt ra tinh thần chung cho các báo cáo tiếp theo và những tường thuật lịch sử của Liên Xô sau này:
Báo cáo đầu tiên của Liên Xô xuất hiện 24 giờ sau bản báo cáo đầu tiên của phương Tây. Lời kêu gọi của Imre với Liên hiệp quốc đã không được đề cập. Sau khi Imre bị bắt giữ bên ngoài Đại sứ quán Nam Tư, việc này đã được thông báo. Cũng không có lời giải thích tại sao Imre chuyển từ người yêu nước thành kẻ phản bội. Báo chí Liên Xô thông báo tình hình ở Budapest vẫn yên tĩnh, trong khi báo chí phương Tây thông báo về sự bùng phát của một cuộc khủng hoảng trong xã hội Hungary. Theo quan điểm của Liên Xô, những người Hungary không bao giờ muốn có một cuộc cách mạng, mà họ chỉ đang bị lợi dụng bởi các phần tử bạo loạn quá khích.
Tháng 1 năm 1957, các đại diện của Liên Xô, Bulgaria, Hungary và Romania đã gặp gỡ ở Budapest để xem lại những tiến triển nội bộ tại Hungary từ khi chính phủ mới do Liên Xô bảo trợ được lập nên. Một thông cáo về cuộc gặp "đồng ý kết luận" rằng những người công nhân Hungary, với sự lãnh đạo của chính phủ Kádár János và sự giúp đỡ của quân đội Liên Xô, đã đánh bại những âm mưu "xoá bỏ các thành tựu của chủ nghĩa xã hội của nhân dân Hungary".
Các chính phủ Liên bang Xô viết, Cộng hòa Nhân dân Trung Hoa và các nước khác thuộc Khối hiệp ước Warszawa hối thúc Kádár János tiến hành thẩm vấn và xét xử các cựu bộ trưởng trong chính phủ Imre và yêu cầu có biện pháp trừng phạt thích đáng đối nhóm mà họ gọi là "bè lũ phản cách mạng". Ngoài ra chính phủ Kádár János còn xuất bản một loạt sách trắng (Các lực lượng phản cách mạng trong những sự kiện tháng 10 ở Hungary) với những thông tin về các vụ bạo lực có thực chống lại Đảng Công nhân xã hội chủ nghĩa Hungary và các thành viên AVH, và những lời thú tội của những người ủng hộ Nagy Imre. Những cuốn sách trắng này đã được in bằng nhiều ngôn ngữ và phân phát tới hầu hết các quốc gia xã hội chủ nghĩa và, tuy dựa trên sự thật, đưa ra sự kiện và tường thuật một cách tô vẽ, nói chung không được ủng hộ bởi các nhà sử học khác phe với Liên Xô.

## Hậu quả

### Hungary
Từ ngày 10 tháng 11 đến 19 tháng 12, các hội đồng công nhân đã đàm phán với lực lượng chiếm đóng của Liên Xô. Tuy đạt được kết quả là sự phóng thích cho một số người, họ đã không thể đạt tới một sự rút lui quân đội Liên Xô. Hàng nghìn người Hungary bị bắt, bị giam giữ và bị trục xuất sang Liên Xô, nhiều vụ không hề có bằng chứng. Xấp xỉ 200.000 người đã bỏ chạy khỏi Hungary, khoảng 26,000 người bị chính phủ János đem ra xét xử, và 13,000 người trong số đó bị bỏ tù. Cựu Bộ trưởng Ngoại giao Géza Jeszenszky ước tính 350 người đã bị hành quyết. Những cuộc phản kháng vũ trang và bãi công rời rạc của các hội đồng công nhân diễn ra tới tận giữa năm 1957, khiến nền kinh tế suy sụp.
Với hầu hết thành phố Budapest nằm dưới sự kiểm soát của Liên Xô từ ngày 8 tháng 11, Kádár János trở thành Thủ tướng của "Chính phủ Cách mạng Công-Nông" và Bí thư thứ nhất Đảng Công nhân xã hội chủ nghĩa Hungary. Ít người Hungary tái gia nhập đảng, ban lãnh đạo của nó đã bị thanh trừng dưới sự giám sát của Đoàn chủ tịch Liên Xô, lãnh đạo bởi Georgy Maximilianovich Malenkov và Mikhail Andreyevich Suslov. Dù số thành viên của Đảng đã giảm từ 800.000 trước cuộc nổi dậy xuống còn 100.000 người ở thời điểm tháng 12 năm 1956, Kádár János vẫn tăng cường được sự kiểm soát nhà nước Hungary và dần trung lập hoá những người bất mãn. Chính phủ mới tìm cách có được sự ủng hộ thông qua việc tán thành các nguyên tắc tự quyết đã được đề ra trong cuộc bạo động, nhưng quân đội Xô Viết vẫn ở lại. Sau năm 1956, Liên Xô đã thanh trừng mạnh quân đội Hungary và tái lập chế độ chính ủy, chính trị viên trong các đơn vị còn lại. Tháng 5 năm 1957, Liên Xô giảm quân số đồn trú và theo hiệp ước Hungary chấp nhận sự hiện diện thường trực của quân đội Liên Xô. Tuy đã can thiệp vào công việc nội bộ Hungary, Liên bang Xô viết vẫn tuyên bố quan hệ hữu nghị, hợp tác giữa Liên Xô và các nước Xã hội Chủ nghĩa khác là "hoàn toàn bình đẳng, tôn trọng toàn vẹn lãnh thổ, độc lập và chủ quyền quốc gia, không can thiệp vào công việc nội bộ của nhau" 
Hội Chữ thập Đỏ Quốc tế và Quân đội Áo thành lập các trại tị nạn tại Traiskirchen và Graz. Nagy Imre cùng với Georg Lukács, Géza Losonczy, và vợ goá của László Rajk, Júlia vào tị nạn tại Đại sứ quán Nam Tư khi các lực lượng Liên Xô tiến vào Budapest. Dù có những sự bảo đảm tự do rời khỏi Hungary từ phía người Liên Xô và chính phủ János, Imre và nhóm của ông bị bắt giữ khi tìm cách rời khỏi đại sứ quán ngày 22 tháng 11 và bị đưa tới Romania. Losonczy chết trong một cuộc tuyệt thực trong tù khi chờ đợi được đem ra xét xử khi những kẻ canh giữ ông "bất cẩn đẩy một ống dẫn thức ăn xuống khí quản của ông." Những người còn lại trong nhóm bị đưa trở về Budapest năm 1958. Nagy Imre bị hành quyết bằng hình thức treo cổ cùng với Pál Maléter và Miklós Gimes, sau những vụ xét xử bí mật vào tháng 6 năm 1958. Thi thể họ được đặt trong những ngôi mộ không bia tại Nghĩa trang Thành phố bên ngoài Budapest.
Tới năm 1963, hầu hết tù nhân chính trị của cuộc nổi dậy Hungary năm 1956 đã được thả. Trong cuộc tấn công tháng 11 năm 1956 của Liên Xô vào Budapest, Hồng y giáo chủ Mindszenty được trao qui chế tị nạn chính trị đại sứ quán Hoa Kỳ, nơi ông tiếp tục sống trong 15 năm, từ chối rời Hungary trừ khi chính phủ thay đổi lời buộc tội phản bội năm 1949 với ông. Vì sức khoẻ kém và vì yêu cầu từ Toà Thánh Vatican, cuối cùng ông rời toà đại sứ tới Áo tháng 9 năm 1971.

### Quốc tế
Dù có những ngôn từ hoa mỹ của phương Tây ủng hộ việc đẩy lui sự thống trị Đông Âu của Liên bang Xô viết; còn từ phía Liên Xô là những lời hứa hẹn về thắng lợi sắp tới của chủ nghĩa xã hội, giới lãnh đạo quốc gia trong giai đoạn này cũng như các nhà sử học sau đó coi thất bại của cuộc nổi dậy tại Hungary là bằng chứng cho thấy cuộc Chiến tranh Lạnh đã trở nên bế tắc. Bộ trưởng Ngoại giao Tây Đức đã đề xuất rằng những người dân Đông Âu được khuyến cáo không "tiến hành các hành động kịch tính có thể dẫn tới những hậu quả kinh khủng cho họ." Tổng thư ký NATO đã gọi cuộc nổi dậy ở Hungary là "hành động tự tử hàng loạt của cả một dân tộc". Trong một cuộc phỏng vấn với báo chí năm 1957, Khrushchyov đã bình luận "sự ủng hộ của Hoa Kỳ... trên thực tế chính là cách ủng hộ như sợi dây thừng đối với một người bị treo cổ." Mười hai năm sau, khi các lực lượng do Liên Xô lãnh đạo lại trấn áp một phong trào cải cách tương tự ở Tiệp Khắc, Bí thư thứ nhất Đảng Cộng sản Tiệp Khắc Alexander Dubček, đã nhớ lại kinh nghiệm Hungary, yêu cầu các công dân của mình không kháng cự lại sự chiếm đóng. Sau khi cuộc nổi dậy tại Hungary bị trấn áp, một số quốc gia theo chủ nghĩa cộng sản đã công khai lên tiếng chỉ trích "mô hình Xã hội Chủ nghĩa" do chính phủ Liên Xô áp đặt.

Tổng thư ký Liên Hợp Quốc Dag Hammarskjöld

Tháng 1 năm 1957, Tổng thư ký Liên Hợp Quốc Dag Hammarskjöld, trước các nghị quyết của Đại hội đồng yêu cầu điều tra và giám sát các sự kiện ở Hungary bị Liên Xô chiếm đóng, đã thành lập Ủy ban Đặc biệt về Vấn đề Hungary. Ủy ban này, với các đại diện từ Úc, Xây Lan, Đan Mạch, Tunisia và Uruguay, đã tiến hành các buổi xem xét tại New York, Geneva, Rôma, Viên và Luân Đôn. Trong năm tháng, 111 người tị nạn đã được phỏng vấn, gồm cả các bộ trưởng, các chỉ huy quân sự và những quan chức khác của chính phủ Imre, các công nhân, các thành viên Hội đồng Cách mạng, các vị lãnh đạo nhà máy và kỹ thuật viên, những người cộng sản và không cộng sản, các sinh viên, nhà văn, nhà giáo, nhân viên y tế và binh sĩ Hungary. Các tài liệu, báo chí, bản sao đài phát thanh, ảnh, phim và nhiều tài liệu khác từ Hungary cũng đã được xem lại, cũng như lời chứng bằng văn bản của 200 người Hungary khác. Các chính phủ Hungary và Romania từ chối không cho các quan chức Liên hiệp quốc thuộc uỷ ban này vào nước mình, và chính phủ Liên Xô không trả lời các yêu cầu cung cấp thông tin. Báo cáo dài 268 trang của Ủy ban đã được trình lên Đại hội đồng tháng 6 năm 1957, đề cập tới quá trình cuộc nổi dậy và sự can thiệp của Liên Xô, và kết luận rằng chính phủ János và lực lượng chiếm đóng của Liên Xô đã vi phạm nhân quyền của người dân Hungary. Một nghị quyết của Đại hội đồng được thông qua, lên án sự trấn áp người dân Hungary và quân đội chiếm đóng Liên bang Xô viết, nhưng không có thêm hành động nào khác được thực hiện.
Tại Thế vận hội tại Melbourne năm 1956, sự giải quyết vấn đề cuộc nổi dậy Hungary của Liên Xô đã dẫn tới một hành động tẩy chay của Tây Ban Nha, Hà Lan và Thuỵ Sĩ. Tại Làng Olympic, phái đoàn Hungary đã xé lá cờ Cộng sản Hungary và dựng lên một lá cờ Hungary tự do. Một cuộc xung đột giữa các đội Liên Xô và Hungary đã xảy ra trong trận bán kết môn bóng nước. Trận đấu rất bạo lực, và đã phải tạm dừng ở phút cuối cùng để giải quyết cuộc ẩu đã giữa các khán giả. Trận đấu này, hiện được gọi là "Máu trong trận đấu dưới nước", đã trở thành chủ đề của nhiều bộ phim. Đội tuyển Hungary giành thắng lợi 4-0 và sau này đoạt huy chương Vàng Olympic. Theo bước cuộc nổi dậy năm 1956, toàn bộ đội bóng rổ Hungary đã đào tẩu.
Dù cuộc bạo động 1956 đã trôi qua lâu, nhưng người ta vẫn thắc mắc về thái độ của Hoa Kỳ trong thời gian đó. Giáo sư Đại học Johns Hopkins - Charles Gati, từng là một cố vấn ngoại giao Hoa Kỳ, sau khi đọc được hồ sơ mật của CIA đã tiết lộ một số chi tiết. Ông cho rằng, trách nhiệm về vụ bạo động thuộc về Hoa Kỳ, vì người Mỹ đã cố gắng kích động nhân dân Hungary nổi dậy với mục đích đánh đổ chính phủ theo Xã hội Chủ nghĩa, hậu quả là Hungary phải gánh chịu không ít thiệt hại về nhân mạng và của cải. Trong hồi ký của ngoại trưởng Mỹ Henry Kissinger, ông có viết: "Không hề có một công văn ngoại giao, không biểu hiện một áp lực nào, cũng như không một đề nghị nhờ ai làm trung gian. Không có gì cả". Theo những tài liệu đã được giải mật của cả người phương Tây lẫn Liên bang Xô viết, chính phủ Hoa Kỳ thời bấy giờ không muốn người Liên Xô lo lắng về một cuộc xung đột với các quốc gia phương Tây. Theo nhìn nhận của họ, lãnh tụ Nikita Sergeyevich Khrushchyov là một nhà cải cách, khác với các thành viên mang tư tưởng Stalin trong Đảng Cộng sản Liên Xô. Mãi đến khi tình hình Hungary đã tương đối ổn định, Tổng thống Mỹ Eisenhower mới đưa ra đề nghị biểu quyết lên án Liên Xô tại Liên Hợp Quốc.
Các sự kiện tại Hungary đã tạo ra một sự rạn nứt tư tưởng bên trong các đảng Cộng sản Tây Âu. Bên trong Đảng Cộng sản Ý (PCI) một sự chia rẽ cũng diễn ra: hầu hết các thành viên bình thường và ban lãnh đạo, gồm cả Palmiro Togliatti và Giorgio Napolitano, coi những người nổi dậy Hungary là phản cách mạng, như được viết trên l'Unità, tờ báo chính thức của PCI. Tuy nhiên, Giuseppe Di Vittorio, lãnh đạo Cộng sản của Liên đoàn thương mại CGIL, bác bỏ lập trường của ban lãnh đạo, tương tự như các thành viên có ảnh hưởng trong đảng Antonio Giolitti, Loris Fortuna và nhiều trí thức Cộng sản khác, sau này họ đã bị trục xuất hay rời khỏi đảng. Pietro Nenni, Bí thư Quốc gia của Đảng Xã hội chủ nghĩa Ý, một đồng minh thân cận của PCI, cũng phản đối sự can thiệp của Liên Xô. Napolitano, được bầu làm Tổng thống nước Cộng hoà Ý năm 2006, đã viết trong bản lý lịch chính trị năm 2005 của mình rằng ông hối tiếc vì sự biện minh của mình cho hành động của Liên Xô tại Hungary, và rằng ở thời điểm ấy ông tin vào sự thống nhất của đảng và vai trò lãnh đạo cộng sản quốc tế của Liên bang Xô viết.
Tại Pháp, nhà văn Pháp và triết gia Albert Camus đã viết một bức thư ngỏ, Máu của những người Hungary, chỉ trích sự không hành động của phương Tây. Bức thư ngỏ này có đoạn:
| “              | Nước Hung bị chà đạp, bị xiềng xích, đã nỗ lực cho tự do và công lý hơn bất cứ dân tộc nào trên thế giới trong vòng hai mươi năm qua. | ” |
| — Albert Camus | |   |

Bên trong Đảng Cộng sản Anh (CPGB), sự bất bình khởi đầu với việc bác bỏ chủ nghĩa Stalin của John Saville và E.P. Thompson, các nhà sử học có ảnh hưởng và các thành viên của Nhóm các Nhà Sử học Cộng sản, lên đến đỉnh điểm với việc mất hàng nghìn đảng viên khi các sự kiện tại Hungary diễn ra. Peter Fryer, phóng viên cho tờ báo CPGB The Daily Worker, đã thông báo chính xác về sự trấn áp bạo lực với cuộc nổi dậy, nhưng những bản tin của ông đã bị kiểm duyệt khắt khe; Fryer từ nhiệm khỏi tờ báo ngay khi quay trở về, và sau này bị khai trừ khỏi đảng cộng sản.
Không những thế, những người cộng sản ôn hòa, như Emmanuel Le Roy Ladurie từ chức, chất vấn chính sách ủng hộ Liên Xô của Đảng cộng sản Pháp. Jean-Paul Sartre, dù vẫn là một đảng viên cộng sản trung thành, chỉ trích Liên Xô trong bài viết Le Fantôme de Staline (Bóng Ma của Staline) của ông, trong Situations VII. Cùng với sự kiện liên quân Anh-Pháp-Israel tấn công Ai Cập, sự kiện năm 1956 ở Hungary được triết gia Bertrand Russell xem là sự kiện bất hạnh nhất trong năm 1956.

### Ghi nhớ

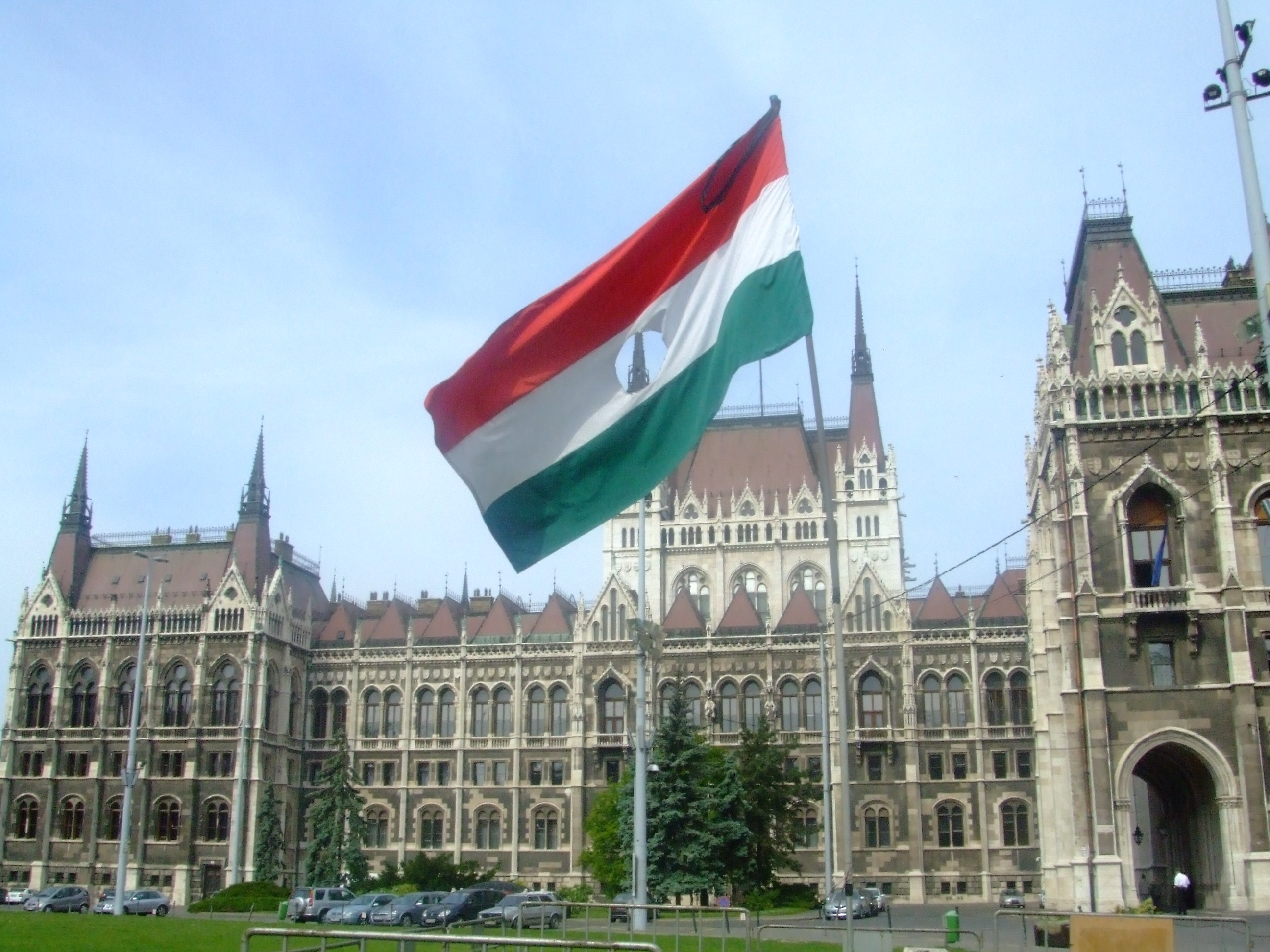
Lá cờ của phong trào nổi dậy năm 1956 được treo trước Toà nhà Nghị viện Hungary, để kỷ niệm 50 năm sự kiện này (2006).

Ngày 16 tháng 6 năm 1989, nhân kỷ niệm lần thứ 30 ngày ông bị hành quyết, thi thể của Nagy Imre đã được chôn cất lại trong danh dự. Cộng hoà Hungary được thành lập vào năm 1989 đúng ngày kỷ niệm lần thứ 33 cuộc nổi dậy, và ngày 23 tháng 10 là ngày lễ quốc gia Hungary. Ngày 2 tháng 5 năm 1990, Quốc hội mới của nước Cộng hòa Hungary đã họp phiên đầu tiên. Quốc hội đã kỷ niệm cuộc nổi dậy năm 1956 bằng việc thông qua Đạo luật số XXVIII với lời nhận xét chính thức: "một cuộc cách mạng và cuộc đấu tranh đòi độc lập".
Vào tháng 12 năm 1991, lời mở đầu của các hiệp ước của một Liên bang CHXHCN Xô viết đang tan rã, dưới sự lãnh đạo của Mikhail Sergeyevich Gorbachyov, và Nga, đại diện bởi Boris Nikolayevich Yeltsin, đã chính thức xin lỗi về việc Liên Xô can thiệp vào tình hình Hungary năm 1956. Lời xin lỗi này đã được Tổng thống Liên bang Nga Yeltsin lặp lại năm 1992 trong một bài phát biểu trước nghị viện Hungary.
Vào ngày 13 tháng 2 năm 2006, Bộ Ngoại giao Hoa Kỳ đã kỷ niệm lần thứ 50 cuộc nổi dậy Hungary. Ngoại trưởng Rice đã bình luận về những đóng góp của những người tị nạn của sự kiện năm 1956 với Hoa Kỳ và các nước tiếp nhận khác, cũng như vai trò của Hungary trong việc cung cấp nơi tị nạn cho người tị nạn Đông Đức trong những cuộc phản kháng năm 1989 chống lại chính quyền Đông Đức thời bấy giờ. Tổng thống Hoa Kỳ George W. Bush cũng tới thăm Hungary ngày 22 tháng 6 năm 2006, để kỷ niệm sự kiện này.
Sau khi Kadár János từ chức thì việc phục hồi danh dự và chính trị cho các nạn nhân của ông trong cuộc nổi dậy năm 1956 cũng được tiến hành và lần đầu tiên từ 1956 người dân có thể nhắc tên của Nagy Imre và Maléter Pál, viên tướng tham gia cuộc bạo động chống Quân đội Liên Xô. Dù khi đó những tên tuổi của Nagy Imre và Maléter Pál đã biến mất khỏi chính sử của Đảng Cộng sản, tên tuổi họ vẫn tồn tại trong tâm trí dân tộc Hungary. Đến năm 2007, tại nghĩa trang Kerepesi ở Budapest, xảy ra một vụ phá hoại mộ cựu lãnh đạo Kádár János. Những người xâm phạm đã cướp lấy bình tro của phu nhân ông, cũng như xương trong chiếc quan tài mà Kádár János đang yên nghỉ. Thủ tướng Hungary Gyurcsány Ferenc - cựu lãnh đạo phong trào thanh niên dưới chế độ cộng sản - đã phê phán vụ phá hoại "ghê tởm, phi nhân tính và hèn nhát".

## Các tài liệu tham khảo chính
- Johanna Granville, trans., "Soviet Archival Documents on the Hungarian Revolution, 24 October - ngày 4 tháng 11 năm 1956" Lưu trữ ngày 18 tháng 8 năm 2011 tại Wayback Machine, Cold War International History Project Bulletin, no. 5 (Woodrow Wilson Center for International Scholars, Washington, DC), Spring, 1995, pp. 22–23, 29-34.
- Johanna Granville, "Imre Nagy aka 'Volodya' - A Dent in the Martyr's Halo?" Lưu trữ ngày 14 tháng 10 năm 2013 tại Wayback Machine, Cold War International History Project Bulletin, no. 5 (Woodrow Wilson Center for International Scholars, Washington, DC), Spring, 1995, pp. 28, and 34-37.